# Långsjön (Ockelbo socken, Gästrikland, 674399-155929)
Långsjön är en sjö i Ockelbo kommun i Gästrikland och ingår i Testeboåns huvudavrinningsområde. Sjön är 3,5 meter djup, har en yta på 1,21 kvadratkilometer och befinner sig 72 meter över havet. Sjön avvattnas av vattendraget Testeboån (Grannäsån).

## Delavrinningsområde
Långsjön ingår i det delavrinningsområde (674587-155896) som SMHI kallar för Utloppet av Långsjön. Medelhöjden är 80 meter över havet och ytan är 11,24 kvadratkilometer. Räknas de 177 avrinningsområdena uppströms in blir den ackumulerade arean 1 034,21 kvadratkilometer. Avrinningsområdets utflöde Testeboån (Grannäsån) mynnar i havet. Avrinningsområdet består mestadels av skog (65 procent) och sankmarker (17 procent). Avrinningsområdet har 1,55 kvadratkilometer vattenytor vilket ger det en sjöprocent på 13,8 procent.